# كارلو دي بيترو (أستاذ جامعي)
كارلو دي بيترو (بالإيطالية: Carlo De Simone)‏ هو لغوي إيطالي، ولد في 22 نوفمبر 1932 في روما في إيطاليا.